# لیدی بارون، تاسمانیا
لیدی بارون (به انگلیسی: Lady Barron) یک شهرک در استرالیا است که در تاسمانی واقع شده‌است.